# Adrian Allen
Adrian Allen (* 23. März 1934 in Preston; † 12. März 2009 in Sheffield) war ein englischer Fußballspieler.

## Karriere
Allen spielte als Teenager für Preston North End und die Broughton Amateurs, bevor er zum Wehrdienst einberufen wurde. Er diente als Royal Naval Officer im Koreakrieg und spielte in der dieser Zeit auch für Auswahlteams des Militärs. Nach seiner Entlassung aus dem Militärdienst begann er ein Studium und schloss sich im Mai 1954 als Amateur dem FC Southport an. Nach einigen Partien für das Reserveteam debütierte er im September 1954 im Profibereich in der Third Division North gegen Oldham Athletic, als der frühere englische Nationalmannschaftskapitän George Hardwick sein direkter Gegenspieler war. Im weiteren Saisonverlauf kam er als rechter Außenstürmer zu insgesamt sechs Ligaeinsätzen und wurde in das Auswahlteam der Lancashire County Football Association berufen. 1956 verließ er Southport wieder und spielte in der Folge als Profi in der Lancashire Combination, zunächst für den FC Morecambe, für den er in 41 Pflichtspielen 11 Tore erzielte, und daran anschließend für Lancaster City, den FC Netherfield und den FC Darwen.
Allen machte Abschlüsse an den Universitäten von Manchester, London und Durham und verdiente seinen Lebensunterhalt zunächst als Lehrer an Secondary Schools in Preston und Manchester, bevor er Schulleiter einer Comprehensive School in Sheffield wurde.